# Helena Poniatowska
Helena Dorota z Niewiarowskich Poniatowska herbu Półkozic (ur. ok. 1656, zm. 1 października 1732 w Warszawie) – córka Baltazara Niewiarowskiego i Zuzanny Czaplińskiej, babka króla polskiego Stanisława Augusta Poniatowskiego.

## Życiorys
8 stycznia 1673 wyszła za mąż za cześnika wyszogrodzkiego Franciszka Poniatowskiego. Z tego małżeństwa pochodziło czworo dzieci:
- Józef – cześnik wyszogrodzki
- Stanisław – kasztelan krakowski
- Michał Jacek – dominikanin
- Zofia Agnieszka – karmelitanka bosa

Około 1693 zmarł mąż Heleny, Franciszek Poniatowski. Po owdowieniu, w 1705 wstąpiła do nowicjatu w klasztorze wizytek pod wezwaniem Najświętszej Marii Panny w Warszawie, gdzie przyjęła drugie imię Maria. Śluby zakonne złożyła w 1706.